# Clownstrofobia
Clownstrofobia è il secondo album in studio del rapper italiano Shade, pubblicato il 14 gennaio 2016.

## Tracce
1. Disco d'horror – 1:33 (testo: Vito Ventura – musica: Daniele Giuggia, Giacomo Sapienza)
2. Seventeen idol – 3:47 (testo: Vito Ventura – musica: Daniele Giuggia, Giacomo Sapienza)
3. Fine settimana – 3:07 (testo: Pietro Riccardo Garifo, Daniele Lazzarin, Vito Paparella – musica: Daniele Giuggia, Giacomo Sapienza)
4. Se i rapper fossero noi (feat. Fred De Palma) – 3:09 (testo: Federico Palana, Vito Ventura – musica: Roberto Fontana)
5. Stronza bipolare – 2:47 (testo: Pietro Riccardo Garifo, Daniele Lazzarin, Vito Ventura – musica: Daniele Giuggia, Giacomo Sapienza)
6. Bar Mitzvah – 3:26 (testo: Vito Ventura – musica: Daniele Giuggia, Giacomo Sapienza)
7. Sogni d'odio – 3:32 (testo: Vito Ventura – musica: Daniele Giuggia, Giacomo Sapienza)
8. Netflix – 2:51 (testo: Vito Ventura – musica: Daniele Giuggia, Giacomo Sapienza)
9. BCUC (feat. Blue Virus) – 2:46 (testo: Vito Ventura, Antonio Corda – musica: Daniele Giuggia, Giacomo Sapienza)
10. Patch Adams – 2:48 (testo: Vito Ventura – musica: Daniele Giuggia, Giacomo Sapienza)
11. Da 1 a 150 (Shaday) – 1:45 (testo: Vito Ventura – musica: Daniele Giuggia, Giacomo Sapienza)
12. Tutto l'alfabeto (Shaday) – 1:45 (testo: Vito Ventura – musica: Daniele Giuggia, Giacomo Sapienza)

## Classifiche
| Classifica (2016) | Posizione massima |
| ----------------- | ----------------- |
| Italia            | 7                 |